# 하임 바이츠만
하임 아즈리엘 바이츠만(히브리어: חיים עזריאל ויצמן, 아랍어: حاييم وايزمان,‎ 1874년 11월 27일~1952년 11월 9일)은 이스라엘의 초대 대통령으로, 아세톤을 만든 후 대통령이 된 사람으로도 알려져 있다.

## 대통령이 되기까지
바이츠만은 1874년에 현재 벨라루스령으로 되어있는 러시아 제국의 모탈에서 태어났다. 젊은 시절에는 시온주의 운동에 참여하기도 하였다. 1910년에 바이츠만은 맨체스터 대학교에서 설탕으로 인조 고무를 만드는 실험을 시작했다. 그러던 중, 우연히 아세톤이 만들어지는 광경 목격하고 학계에 발표하였으나, 아무도 이에 주목하지 않았다. 이 무렵, 1914년에 제1차 세계 대전이 터지자, 영국 정부에서는 과학자들을 상대로 군사적 가치가 있을만한 연구논문을 모집하였다. 바이츠만이 제출한 논문도 있었지만, 처음에는 거의 주목을 받지 못하였다. 그러던 중 바이츠만은 당시 영국의 총리로 재임 중이던, 허버트 헨리 애스퀴스로부터 아세톤의 제조법을 개발해 달라는 요청을 받았고, 얼마 지나지 않아 ABE 발효를 이용해 옥수수를 사용해 아세톤을 대량 생산하는 데 성공하였다. 이 공로로 영국 정부는 그에게 대영제국 훈장을 수여하기로 하지만 그는 수여를 거부하였고, 대신 자신이 조상의 땅인 팔레스타인에 가서 살게 해 줄것을 요구했다. 그 무렵 유대인들은 조국 없이 전세계에 흩어져 살고 있었기 때문에, 조상의 땅에 나라를 세우기를 원했던 것이다. 하지만 그곳은 전세계 강대국들의 이해관계가 얽혀져 있었고, 영국은 바이츠만에게 우간다로의 이주를 제안했으나, 그는 이렇게 대답했다.
| “ | 만약 누군가 당신들에게 파리에 가서 나라를 세우라고 제안하면 당신들은 런던을 버릴 것입니까? 예루살렘에는 우리 선조들의 뼈가 묻혀 있습니다. 런던이 원시적이었던 그 옛날부터 예루살렘은 우리의 것이었습니다. 우리에게 그곳을 되돌려 주십시오. | ” |

이것이 밸푸어 선언이다.
그러나 이 때문에 주변의 아랍계 국가들과 충돌하면서 영국은 다시 이 문제를 연합국에 넘기기로 했다. 이를 짐작한 바이츠만은 수많은 유대인 단체의 대표들과 정치인들을 만났다.

## ‘아세톤’으로 대통령이 된 과학자
1910년대 초 바이츠만은 인조고무에 대한 연구를 하고 있었다. 그는 설탕을 인조고무의 원료로 변화시킬 수 있는 박테리아를 찾고 있었는데, 이 과정에서 우연히 설탕을 아세톤으로 바꾸어주는 박테리아를 발견하게 됐다. 이 박테리아에는 ‘클로스트리듐 아세토부틸리쿰(Clostridium acetobutylicum)’이라는 이름이 붙었는데, 나중에는 ‘바이츠만 유기물(Weizmann organism)’이라는 별칭으로 불리게 된다. 바이츠만은 그 뒤 연구를 계속해서 녹말을 설탕으로 변화시키고 이것을 다시 위의 박테리아로 처리해서 아세톤을 대량으로 얻는 공정을 개발했다. 1차 대전의 발발로 영국은 포탄 제조 등에 필요한 화약의 수요가 늘어났지만 공급이 충분하지 못해 애를 태우고 있던 상황에서 바이츠만이 개발한 방법을 이용하니 대량생산이 가능해졌다. 감자나 보리 등 녹말의 원료가 되는 곡물들은 여유가 있었고, 미국에서 수입한 대량의 옥수수도 아세톤의 원료가 되어주었다. 게다가 아세톤을 얻을 수 있는 효율은 훨씬 높았다. 결국 국내외 여러 곳에 아세톤 제조 공장을 건설한 영국은 1차 대전을 승리로 이끌 수 있었고, 이에 대해 보답하려던 영국 수상 로이드에게 바이츠만은 팔레스타인 지역에 유태인들의 독립국가를 건설하는 데 지원해 줄 것을 요청했고 바이츠만의 이런 노력은 1917년의 ‘발포어 선언’을 이끌어내게 됐다. 당시 영국 외무장관 아서 발포어가 유태인 독립국가의 건설을 지지한다고 공식적으로 발표한 것. 이후 세계시오니즘연맹 총재를 두 번이나 역임하면서 이스라엘 건국에 크게 기여한 바이츠만은 1948년 이스라엘 건국 이후 공로를 인정받아 임시대통령직을 맡은 뒤 다시 초대 대통령으로 선출되고 재선되기에 이른다.

## 당선과 죽음
그 뒤, 1948년에 이스라엘이 설립되었고, 이스라엘 공화국의 초대 대통령으로 선출되었다. 하지만 1952년에 재임하던 중에 사망하였고, 레호보트에 묻혔다.

## 역대 선거 결과
| 선거명      | 직책명            | 대수 | 정당   | 득표율 | 득표수 | 결과 | 당락 |
| ----------- | ----------------- | ---- | ------ | ------ | ------ | ---- | ---- |
| 1949년 선거 | 이스라엘의 대통령 | 1대  | 무소속 | 72.81% | 83표   | 1위  |      |
| 1951년 선거 | 이스라엘의 대통령 | 1대  | 무소속 | 85.86% | 85표   | 1위  |      |